# Kościół św. Jacka w Wierzbicy Górnej
Kościół św. Jacka – rzymskokatolicki kościół parafialny, położony w miejscowości Wierzbica Górna (gmina Wołczyn). Kościół należy do parafii św. Jacka w Wierzbicy Górnej w dekanacie Namysłów wschód, archidiecezji wrocławskiej. Dnia 18 kwietnia 1964 roku, pod numerem 818/64 świątynia została wpisana do rejestru zabytków województwa opolskiego.

## Historia kościoła
Kościół w Wierzbicy Górnej istniał już w średniowieczu. W 1592 roku został przejęty przez protestantów. Obecna świątynia została wybudowana w latach 1719–1722, a ufundował ją Joachim Wenzl von Neffe und Obsichau ówczesny właściciel Wierzbicy Górnej.

## Architektura i wnętrze kościoła
Jest to kościół typu szachulcowego (jedyna tego typu budowla sakralna na terenie powiatu kluczborskiego), orientowany, jednonawowy z transeptem i wieżą od strony zachodniej. Wieża w swej dolnej części jest murowana, natomiast górna część jest typu szkieletowego. Końcowa część wieży była wcześniej nakryta barokowym hełmem, obecnie pokryta jest dachem namiotowym, natomiast pozostała część kościoła jest typu siodłowego i pokryta jest gontem. Wschodnia część kościoła zamknięta jest trójbocznie, transept wsparty na drewnianych emporach. Chór muzyczny wykonano z drewna, połączony jest z emporami i wsparty na czterech słupach. 
W wyposażeniu kościoła na uwagę zasługują:
- ołtarz główny ambonowy, późnobarokowy z 1729 roku,
- tabernakulum późnobarokowe wykonane w XVIII wieku,
- organy o dekoracji akantowej z początku XVIII wieku, (zostały przebudowane w 1846 roku),
- drewniane epitafia z 1641 roku, z XVIII i XIX wieku,
- w dzwonnicy dwa dzwony pochodzące z 1520 i 1544 roku[5].